# Saga Andersson
Saga Viola Andersson  (* 30. März 2000 in Vantaa) ist eine finnische Leichtathletin, die sich auf den Stabhochsprung spezialisiert hat.

## Leben
Die Finnlandschwedin Saga Andersson stammt aus der Stadt Vantaa (schwedisch Vanda) in der zweisprachigen Hauptstadtregion Helsinki. Sie startet für Esbo IF, einem schwedischsprachigen Sportverein im benachbarten Espoo (schwedisch Esbo). Auch ihre Schwester Silja Andersson ist eine Stabhochspringerin mit internationaler Karriere in diesem Verein. Beide werden gemeinsam von ihrem Vater, dem ehemaligen Stabhochspringer Björn Andersson, trainiert.
Andersson studiert Betriebswirtschaft an der Fachhochschule Haaga-Helia ammattikorkeakoulu in Helsinki.

## Sportliche Laufbahn
Andersson debütierte bei einer internationalen Meisterschaft beim Europäischen Olympischen Jugendfestival 2015 in der georgischen Hauptstadt Tiflis, bei dem sie mit 3,80 m den vierten Platz belegte. Ein Jahr später belegte sie bei den erstmals ausgetragenen U18-Europameisterschaften ebendort erneut den vierten Platz mit übersprungenen 3,95 m. 2017 erfolgte die Teilnahme an den U20-Europameisterschaften im italienischen Grosseto und übersprang dort 4,05 m und wurde damit abermals Vierte. 2018 belegte sie bei den U20-Weltmeisterschaften in Tampere mit 4,20 m den geteilten siebten Platz. Im Jahr darauf erreichte sie dann bei den U20-Europameisterschaften im schwedischen Borås das Finale, scheiterte dort aber an der Anfangshöhe und 2021 wurde sie bei den U23-Europameisterschaften in Tallinn mit 4,25 m Sechste. Im Jahr darauf schied sie bei den Weltmeisterschaften in Eugene mit 4,35 m in der Qualifikationsrunde aus und verpasste anschließend auch bei den Europameisterschaften in München mit 4,40 m den Finaleinzug. Im Jahr darauf schied sie bei den Weltmeisterschaften in Budapest ohne einen gültigen Versuch in der Vorrunde aus. 2024 verpasste sie bei den Europameisterschaften in Rom mit 4,35 m den Finaleinzug und im Jahr darauf schied sie bei den Halleneuropameisterschaften in Apeldoorn mit 4,45 m ebenfalls in der Vorrunde aus.
In den Jahren 2017, 2018 und 2022 wurde Andersson finnische Hallenmeisterin im Stabhochsprung.

## Ehrungen
2018 nahm Andersson den Jugendpreis von Finlands Svenska Idrott entgegen, dem Zentralverband zur Interessenvertretung der schwedischsprachigen Sportbewegung in Finnland.